# Silver Nugget
Silver Nugget – kasyno o powierzchni 2.100 m², działające w North Las Vegas, w amerykańskim stanie Nevada. Stanowi własność korporacji Silver Nugget Gaming. Na terenie obiektu znajduje się również centrum zakładów sportowych, zarządzane przez Leroy's Horse & Sports Place, a także kręgielnia i sala do gry w bingo.
30 września 2008 roku w kasynie zorganizowana została walka bokserska, wznawiając tym samym starą tradycję, która od wielu lat nie była kultywowana w North Las Vegas; od tego czasu zarządcy Silver Nugget zdecydowali, że w obiekcie częściej odbywać się będą walki lokalnych bokserów.

## Historia
Obiekt został otwarty w 1964 roku. W styczniu 2007 roku korporacja Silver Nugget Gaming wykupiła kasyno za kwotę 23,8 milionów dolarów (cena ta obejmowała również zakup kasyna Opera House Casino).
W 2008 roku nowi właściciele Silver Nugget sprzedali niemal 5 hektarów niewykorzystywanej ziemi (wchodzącej dotychczas w skład kasyna) miastu North Las Vegas.